# Palazzo Chaillot
Il Palazzo Chaillot (francese: Palais de Chaillot) fu costruito in occasione dell'Esposizione Universale del 1937. Si trova nel XVI arrondissement di Parigi, nell'area del Trocadéro, nello spazio dei Giardini degli Champs Élysées.
Il palazzo fu costruito in sostituzione del palazzo del Trocadéro, che era stato costruito in occasione dell’Esposizione Universale del 1878 dall’architetto Gabriel Davioud ed era stato utilizzato anche per l’Esposizione Universale del 1889. 

## Descrizione del palazzo
La grande sala centrale e le torri del vecchio palazzo furono demolite; del palazzo precedente fu risparmiato solo il seminterrato, stabilendo una vista aperta da place du Trocadéro alla Torre Eiffel e oltre.
Il Palazzo è costituito da due ali, costituite da due esedre semicircolari, separate da un ampio piazzale chiamato esplanade du Trocadéro, che offre una spettacolare vista verso la Torre Eiffel, situata sull'altro lato della Senna dopo il Pont d'Iéna.
Le esedre sono decorate da frasi del poeta francese Paul Valéry e ospitano una serie di strutture fra cui musei e teatri:
- Musée de l'Homme, situato nell'ala sud
- Museo nazionale della marina situato nell'ala sud (Passy)
- Cité de l'architecture et du patrimoine, situato nell'ala est
- Musée national des Monuments Français, situato nell'ala est
- Théâtre de Chaillot, situato al di sotto dell'esplanade du Trocadéro